# Crises Tour 1983
Crises Tour 1983 – piąta trasa koncertowa Mike Oldfielda; w jej trakcie odbyły się dwadzieścia cztery koncerty.
1. 26 maja 1983 – Strasburg, Francja – Hall De Rhenus
2. 27 maja 1983 – Dijon, Francja – Parc Des Exposition
3. 28 maja 1983 – Évry, Francja – Árenes
4. 30 maja 1983 – Metz, Francja – Parc Des Exposition
5. 31 maja 1983 – Paryż, Francja – Palais Omnisports de Paris-Bercy
6. 1 czerwca 1983 – Lyon, Francja – Palais D'Hiver
7. 2 czerwca 1983 – Clermont-Ferrand, Francja – Palais Des Sports
8. 3 czerwca 1983 – Bordeaux, Francja – Patinoire De Meriadeck
9. 4 czerwca 1983 – Barcelona, Hiszpania – Estadi Narcís Sala
10. 5 czerwca 1983 – Bilbao, Hiszpania – Pabellón de La Casilla
11. 7 czerwca 1983 – Toulouse, Francja – Palais Des Sports
12. 8 czerwca 1983 – Nantes, Francja – Halle De La Beaujoire
13. 9 czerwca 1983 – Quimper, Francja – Stade De Quimper
14. 10 czerwca 1983 – Le Mans, Francja – La Rotonde
15. 11 czerwca 1983 – Lille, Francja – Palais Saint Sauveur
16. 12 czerwca 1983 – Bruksela, Belgia – Vorst National
17. 13 czerwca 1983 – Nijmegen, Holandia – nieznane miejsce koncertu
18. 14 czerwca 1983 – Hamburg, Niemcy – Wilhelm – Koch – Stadion
19. 15 czerwca 1983 – Berlin, Niemcy – Waldbühne Freilichtbühne
20. 17 czerwca 1983 – Essen, Niemcy – Georg-Melches-Stadion
21. 18 czerwca 1983 – Darmstadt, Niemcy – Stadion am Böllenfalltor
22. 19 czerwca 1983 – Augsburg, Niemcy – Rosenaustadion
23. 20 czerwca 1983 – Luksemburg, Centre Sportif
24. 22 lipca 1983 – Londyn, Anglia – Wembley Arena